# Вунсокет (Род-Айленд)
Вунсо́кет (англ. Woonsocket) — город, расположенный в округе Провиденс (штат Род-Айленд, США) с населением в 41 186 человек по статистическим данным переписи 2010 года (6-й по количеству жителей в штате).

## География
По данным Бюро переписи населения США город Вунсокет имеет общую площадь в 20,62 квадратных километров, из которых 19,94 кв. километров занимает земля и 0,52 кв. километров — вода. Площадь водных ресурсов округа составляет 2,52 % от всей его площади.
Город Вунсокет расположен на высоте 56 метров над уровнем моря.

## Демография
По данным переписи населения 2010 года в городе проживало 41 186 человек, 10 774 семьи, насчитывалось 17 750 домашних хозяйств и 18 757 жилых домов. Средняя плотность населения составляла около 2059,3 человек на один квадратный километр. Расовый состав по данным переписи распределился следующим образом: 83,14 % белых, 4,44 % — чёрных или афроамериканцев, 0,32 % — коренных американцев, 4,06 % — азиатов, 0,03 % — выходцев с тихоокеанских островов, 3,14 % — представителей смешанных рас, 4,86 % — других народностей. Испаноговорящие составили 9,32 % от всех жителей города.
Из 17 750 домашних хозяйств в 31,2 % — воспитывали детей в возрасте до 18 лет, 39,4 % представляли собой совместно проживающие супружеские пары, в 16,2 % семей женщины проживали без мужей, 39,3 % не имели семей. 32,7 % от общего числа семей на момент переписи жили самостоятельно, при этом 12,5 % составили одинокие пожилые люди в возрасте 65 лет и старше. Средний размер домашнего хозяйства составил 2,37 человек, а средний размер семьи — 3,02 человек.
Население города по возрастному диапазону по данным переписи 2000 года распределилось следующим образом: 25,8 % — жители младше 18 лет, 9,2 % — между 18 и 24 годами, 30,0 % — от 25 до 44 лет, 19,7 % — от 45 до 64 лет и 15,2 % — в возрасте 65 лет и старше. Средний возраст жителей составил 35 лет. На каждые 100 женщин в Вунсокет приходилось 91,2 мужчин, при этом на каждые сто женщин 18 лет и старше приходилось 86,8 мужчин также старше 18 лет.
Средний доход на одно домашнее хозяйство в городе составил 30 819 долларов США, а средний доход на одну семью — 38 353 доллара. При этом мужчины имели средний доход в 31 465 долларов США в год против 24 638 долларов среднегодового дохода у женщин. Доход на душу населения составил 16 223 доллара в год. 16,7 % от всего числа семей в городе и 19,4 % от всей численности населения находилось на момент переписи населения за чертой бедности, при этом 31,3 % из них были моложе 18 лет и 14,7 % — в возрасте 65 лет и старше.